# Allan Legere
Allan Legere, surnommé « Le Monstre de Miramichi », né le 13 février 1948 est un violeur, tueur en série et pyromane canadien.

## Premier meurtre supposé
Dans la soirée du 23 mars 1974, Beatrice Redmond, 55 ans, sort de l'église de Chatham-Kent. Elle décide de faire quelques courses, avant de rentrer chez elle, aux environs de 20 heures. Durant la nuit, Redmond est assassinée et poignardée à 80 reprises. Son corps est découvert sous son poche le lendemain. La police soupçonne rapidement Legere, 26 ans, qui habite dans le voisinage et qui est déjà connu pour des faits de voyeurisme. Lorsque les policiers l'interrogent, Legere est convaincu que ceux-ci n'ont aucune preuve pour l'incriminer et fait part d'une énome arrogance. Les gendarmes n'ayant pas suffisamment d'élément pour le mettre en cause, sont contraint de le relâcher.

## Premier meurtre confirmé
Dans la soirée du 21 juin 1986, Legere et deux complices, Todd Matchett, 18 ans, et Scott Curtis, 19 ans, cambriolent un dépanneur à Black River Bridge, au Nouveau-Brunswick. Après avoir coupé le courant, le trio entre par effraction dans le magasin où les propriétaires, un couple de personnes âgées, John et Mary Glendenning, les ont accueillis. Le couple est sévèrement battu et Mary est agressée sexuellement. Le trio prend ensuite la fuite. Mary Glendenning reprend connaissance et découvre que son mari a été battu à mort ; elle rampe dans les escaliers jusqu'au téléphone et compose le 911. Le répartiteur lui parle au téléphone jusqu'à l'arrivée de la police. La police retrouve rapidement les auteurs et les arrêtent. Matchett, Curtis et Legere sont condamnés à la prison à perpétuité sans possibilité de libération conditionnelle avant 16 ans.

## Évasion
Le 3 mai 1989, Legere s'évade d'une garde de la GRC alors qu'il purgeait une peine à perpétuité à l'Établissement de l'Atlantique. Legere fut transporté de Renous-Quarryville à un hôpital de Moncton pour le traitement d'une infection à l'oreille. Legere a réussi à convaincre les agents de le laisser utiliser les toilettes seul. Là, il ouvrit ses menottes avec un morceau d'antenne de télévision qu'il avait caché dans son rectum et s'enfuit.

## Meurtres
Après son évasion, Legere commit quatre meurtres supplémentaires : Annie Flam, les sœurs Linda et Donna Daughney, et le père James Smith. Il a été repris le 24 novembre 1989 ; une récompense de 50 000 $ a été recueillie pour les informations qui ont conduit à son arrestation.
Legere a été en liberté pendant près de sept mois et a commis quatre autres meurtres dans les villes de Chatham-Kent, Newcastle et les communautés adjacentes (qui font aujourd'hui partie de la ville de Miramichi). 
- Annie Flam, 75 ans, dans la nuit du 28 au 29 mai 1989. Au cours de cet incident, la sœur de Flam a également été agressée, mais a pu sortir de l'incendie à temps[4].
- Les soeurs Linda et Donna Daughney, le 13 octobre 1989, âgées de 41 et 45 ans. Legere a mis le feu à la maison des Daughney avant de quitter les lieux[4],[5].
- Le père James Smith, le 16 novembre 1989[4].

Legere a été repris le 24 novembre 1989, à la suite d'un vol de voiture raté qui a commencé à Saint John et s'est terminé à l'extérieur de Rogersville ; des récompenses de 50 000 $ ont été offertes pour les renseignements qui ont mené à son arrestation. Legere est transféré dans une prison de haute sécurité pour éviter toute autre évasion,.

## Procès et condamnation
Lorsque Legere comparaît pour ces nouveaux meurtres, à partir de novembre 1990. Il est l'un des premiers criminels à avoir ses empreintes génétiques utilisées comme preuves, en dépit de l'argument de son avocat que le bassin génétique relativement faible de la région de Miramichi pouvait facilement conduire à des faux positifs.
Legere est condamné, le 3 novembre 1991, à la prison à perpétuité sans possibilité de libération conditionnelle avant 25 ans,.
En 2005, il est transféré dans le pénitencier canadien de sécurité super-maximum, surnommé le "SHU", à Sainte-Anne-des-Plaines, au Québec.
En 2020, après 31 années de détention, Legere formule une demande de semi-liberté, mais celle-ci est refusée, en janvier 2021. Il fait appel de cette décision, mais le rejet est confirmé, le 7 juillet 2021,,.